# ایوان بالو
ایوان بالو (انگلیسی: Iván Balliu؛ زادهٔ ۱ ژانویهٔ ۱۹۹۲) بازیکن فوتبال اهل اسپانیا است.
از باشگاه‌هایی که در آن بازی کرده‌است می‌توان به باشگاه فوتبال اروکا، باشگاه فوتبال بارسلونا بی، باشگاه فوتبال متس، و باشگاه فوتبال بارسلونا اشاره کرد.
وی همچنین در تیم‌های ملی فوتبال زیر ۱۶ سال اسپانیا، زیر ۱۷ سال اسپانیا، و آلبانی بازی کرده‌است.